# Melitina Staniouta
Melitina Dmitryevna Staniouta (em bielorrusso:  Меліціна Дзмітрыеўна Станюта; (Minsk, 15 de novembro de 1993) é uma ex-ginasta bielorrussa que competiu em provas de ginástica rítmica. Em seu primeiro mundial, em Mie, conquistou uma medalha de prata e uma de bronze, além de possuir outras onze medalhas em mundiais, nenhuma delas de ouro.

## Principias resultados
| Ano  | Evento             | Cidade    | IG |         |    |   |                   |                   | Eq               | G3+2 | G5 | GG |
| ---- | ------------------ | --------- | -- | ------- | -- | - | ----------------- | ----------------- | ---------------- | ---- | -- | -- |
| 2009 | Jogos Mundiais     | Kaohsiung | —  |         |    | — |                   | Medalha de bronze | —                | —    | —  | —  |
| 2009 | Campeonato Mundial | Mie       | 4º | 15º (Q) | 4º |   | Medalha de bronze | 5º                | Medalha de prata |      |    |    |